# سیارک ۲۲۹۲۴
سیارک ۲۲۹۲۴ (به انگلیسی: 22924 Deshpande، نامگذاری:1999TH101) بیست و دو هزار و نهصد و بیست و چهارمین سیارک کشف شده‌است که در ۲ اکتبر ۱۹۹۹ کشف شد.
قدر مطلق سیارک برابر ۱۹.۵ است.